# Gendrey
Gendrey je naselje in občina v vzhodnem francoskem departmaju Jura regije Franche-Comté. Leta 2009 je naselje imelo 385 prebivalcev.

## Geografija
Kraj leži v pokrajini Franche-Comté 23 km severovzhodno od Dola.

## Uprava
Gendrey je sedež istoimenskega kantona, v katerega so poleg njegove vključene še občine Auxange, Louvatange, Malange, Ougney, Pagney, Le Petit-Mercey, Romain, Rouffange, Saligney, Sermange, Serre-les-Moulières, Taxenne in Vitreux s 3.048 prebivalci (v letu 2009).
Kanton Gendrey je sestavni del okrožja Dole.

## Zanimivosti
- cerkev Marijinega Vnebovzetja;

## Promet
Na ozemlju občine južno od Gendreya se nahaja priključek na avtocesto A36, imenovano La Comtoise, ki poteka med Ladoix-Serrignyjem (Beaune, Côte-d’Or) in Ottmarsheimom na meji z Nemčijo (Mulhouse, Haut-Rhin).